# Aerovod
Aerovod byla česká online videopůjčovna (viz video na vyžádání) s kurátorovaným výběrem filmů, kterou provozuje filmová distribuční společnost Aerofilms. Vznikla v dubnu 2012 a jako první film divákům nabídla český animovaný snímek Alois Nebel režiséra Tomáše Luňáka. Aerovod umožňuje filmy sledovat on-line, stahovat do počítače nebo nabízí přístup k filmovému katalogu formou měsíčního či ročního předplatného.
V katalogu filmů se objevují filmy, které se objevily v českých jednosálových kinech Aero, Světozor nebo Bio Oko a dodávají je čeští distributoři nebo producenti, např. společnosti Artcam, Bontonfilm, Asociace českých filmových klubů a další. Filmy jsou členěny do kolekcí rozdělených dle žánrů, filmových ocenění nebo sekcí věnovaných konkrétním režisérům (v minulosti Jim Jarmusch, Aki Kaurismäki nebo Woody Allen).
Většina filmů je v rozlišení Full HD, s profesionálními českými titulky. V nabídce je ale i několik nadabovaných snímků pro děti a rodiny.
V roce 2022 přestal Aerovod samostatně fungovat a jeho obsah se přesunul se na streamovací platformu KVIFF.TV.